# Croix (Territorio de Belfort)
Croix es una comuna francesa situada en el departamento del Territorio de Belfort, de la región de Borgoña-Franco Condado.
Los habitantes se llaman Croyens.

## Geografía
Está ubicada a 20 km al sur de Belfort, fronteriza con Suiza. Es la comuna más meridional del departamento.

## Demografía
| 152 | 136 | 121 | 112 | 122 | 139 | 162 | 166 |
| Para los censos de 1962 a 1999 la población legal corresponde a la población sin duplicidades (Fuente: INSEE [Consultar]) |     |     |     |     |     |     |     |